# Lourenço de Almada, 9.º senhor de Pombalinho
Lourenço de Almada ou Lourenço Joseph de Almada, 11.º representante do título conde de Abranches, 14.º  senhor dos Lagares d´El-Rei e 9.º senhor de Pombalinho.
Segundo as Memórias Paroquiais de 1758 tinha igualmente a comenda de Vimioso na Ordem de Cristo, que também incluía as localidades de Campo de Víboras, Serapicos e Vale de Frades no mesmo concelho.
Exerceu as funções de mestre-sala da Casa Real mas, nos seu últimos anos, viveu no seu palácio em Condeixa-a-Nova (hoje a Pousada de Santa Cristina) pela ausência de amor de sua mulher.

## Dados genealógicos
Lourenço de Almada, nasceu a 20 de Setembro de 1705, sepultado em 28 de Janeiro de 1751 dentro da "casa da Irmandade de Nossa Senhora da Pérsia, no Convento da Graça (Lisboa), em jazigo que já devia vir de seus antepassados desde o tempo de Lopo Soares de Alvarenga.
Filho de:
- Luis José de Almada, 10.º conde de Avranches, (13º senhor dos Lagares d' El-Rei), (8.º senhor de Pombalinho) e comendador de Proença-a-Velha e de Francisca Josefa de Tavora.

Casou com:
- Maria da Penha de França de Mendonça,[5] dama do paço, sua prima, filha de Tristão de Mendonça de Albuquerque, comendador de Avanca, e de sua segunda mulher D. Violante Henriques, filha primeira de D. Lourenço de Almada e de D. Catarina Henriques.[6]

Tiveram:
- Violante Josefa de Almada Henriques, filha única e herdeira de seus pais, senhora de Pombalinho, nascida a 8 de Julho de 1722, casada com Antão de Almada, seu tio, meio irmão de seu pai (filho de Luís José de Almada e de D. Violante de Portugal).

## Dados bibliográficos
- António Caetano de Sousa, «Memorias Históricas e Genealógicas dos Grandes de Portugal», Regia Officina Sylviana, Lisboa, 1755, pág. 274.
- Felgueiras Gayo, «Nobiliário de Famílias de Portugal», Braga, 1938-1941, Tomo II p. 37 ("Almadas")

## Controvérsia
Segundo alguns, não foi conde de Avranches ou Abranches, tal como tinham sido seus antepassados, apesar de representar a varonia Vaz de Almada e Abranches e o respectivo título nobiliárquico.